# Apen in huis
Apen in huis is het 20ste stripverhaal van Jommeke. De reeks wordt getekend door striptekenaar Jef Nys.

## Personages
- Jommeke
- Flip
- Theofiel
- Marie
- Apen van Paradijseiland
- Filiberke
- Annemieke
- Rozemieke
- kleine rollen : Pekkie, professor Gobelijn, kapitein De Zilvergolf, dokter van Zonnedorp, bewoners Zonnedorp, ...

## Verhaal
Jommeke krijgt een telegram van de kapitein van De Zilvergolf die meldt dat de apen van Paradijseiland heimwee naar Jommeke hebben. Jommeke vraagt de kapitein om de apen mee te brengen naar zijn dorp. Eenmaal aangekomen zetten ze meteen het huis op stelten. Vooral Jommekes moeder Marie is moeilijk te overtuigen om hen een tijdlang op te vangen.
Jommeke, zijn ouders en vrienden beleven heel wat grappen met de apen. Die zijn in grote lijnen in twee categorieën te verdelen. Bij de ene belevenis breken ze een deel van het huis of inboedel af, bij de andere gebeurt er iets door het na-apen door de apen. Later trekken ze ook het dorp in, waarbij ze met heel wat mensen een grap uithalen. Vooral de dokter van het dorp moet het vaak ontgelden. Zo gaan ze onder meer met een kinderwagen met baby aan de haal, laten ze een paard uit een vrachtwagen ontsnappen, stelen ze een motor en wordt er een dronken.
Na heel wat belevenissen organiseren Jommeke en zijn vrienden een balletavond met de apen. De apen in strooien rokjes dansen op het gezang van Flip. Het tuinfeest wordt al snel een openbaar bal waar de bewoners van het dorp de hele avond dansen met de apen. Na de feestavond wordt Jommeke opgebeld door professor Gobelijn die een van de apen nodig heeft voor een proef met zijn nieuwste uitvinding : de anti-vergeetkop. Wie dit apparaat draagt, doet alles wat er op een ingevoerde lijst staat. De proeven lukken. Bij een van de proeven redt de aap per ongeluk de burgemeester van het dorp die in het kanaal gevallen is. Die aap krijgt hiervoor de gouden medaille voor heldenmoed en zelfopoffering. Als alles in huis hersteld is, is de tijd gekomen voor de apen om naar hun eiland terug te keren. Ze keren terug met De Zilvergolf die voor de gelegenheid een nieuwe naam kreeg : 'Apenland'.

## Achtergronden bij het verhaal
- Het succes van apen in de reeks (onder meer in de albums De straalvogel en vooral Paradijseiland) leidde al vlug tot een nieuwe Jommekesalbum met apen. Net zoals Met Fifi op reis is dit eerder een album met een licht verhaal en vooral veel grappige belevenissen.
- Het is de eerste keer dat de apen van Paradijseiland het dorp van Jommeke bezoeken. Later in de reeks volgen er nog bezoeken.
- De Miekes maken op een bepaald moment kledij voor enkele apen. Een van hen krijgt een matrozenpak dat op het hemd na identiek is aan het kostuum dat hun aap Choco later in de reeks zal krijgen.
- Dit is een van de populairste Jommekesalbums. In een bevraging van stripspeciaalzaak.be-lezers eindigde het album op nummer 7.[1]